# Гулзода, Махмадшо Курбонали
Махмадшо Курбонали Гулзода (тадж. Маҳмадшоҳ Қурбоналӣ Гулзода, род. 1 января 1966, село Хусейншайх Дангаринского района) — таджикский ученый, хирург высшей категории, доктор медицинских наук (2007 г.), профессор (2008 г.).

## Биография
После окончания лечебного факультета Таджикского государственного медицинского института г. Душанбе (1989 г.) работал хирургом-интерном (1989—1990 гг.), затем в хирургическом отделении областной больницы № 2 г. Куляб (1990—1993). Гулзода после ординатуры работал на кафедре общей хирургии № 2 ТГМУ (1993—1995), затем был заведующим кафедрой общей хирургии городской клинической больницы № 5 и одновременно ассистентом кафедры общей хирургии № 1 ТГМУ (1995—1998), доцент (2003—2008).
В 2000 году Гулзода успешно защитил диссертацию на тему «Обоснование хирургических методов защиты постлуковых ран, перешедших в дуоденостеноз». В 2007 году окончил Медицинскую академию последипломного образования Санкт-Петербурга, защитив докторскую диссертацию на тему «Комплексная диагностика, профилактика и лечение ранних заболеваний желудка при тяжелой язве двенадцатиперстной кишки».
Гулзода является профессором кафедры общей хирургии № 1 ТГМУ с 2008 года, а с 2005 по 2009 год был деканом лечебного факультета. Был проректором по науке и издательству ТГМУ (сентябрь 2009—2016).
С 25 февраля 2016 года Махмадшох Курбонали Гулзода является ректором Таджикского государственного медицинского университета имени Абуали ибн Сино, а также главным редактором научного журнала «Вестник Авиценны» и газеты «Ворисони Сино» («Наследники Сино»). Его деятельность посвящена в основном вопросам абдоминальной хирургии. Профессор М. К. Гулзода — автор более 300 научных работ, 3 монографий, 6 учебно-методических рекомендаций, 30 рационализаторских предложений и 4 изобретений. Индекс Хирша — 4. Гулзода член Ассоциации гепатохирургов России и СНГ (1998), член Ассоциации хирургов им. Н. И. Пирогова.
С 17 апреля 2020 года — депутат Маджлиси милли Маджлиси Оли Республики Таджикистан VI созыва.

## Источник
1. ↑  Ректорҳо/Гулзода Маҳмадшоҳ Қурбоналӣ (тадж.). www. tajmedun.tj. Дата обращения: 22 апреля 2020. Архивировано 23 октября 2020 года.
2. ↑  Пешвои миллат Эмомалӣ Раҳмон дар Иҷлосияи якуми Маҷлиси миллии Маҷлиси Олии ҶТ, даъвати шашум иштирок намуданд (тадж.). www. khovar.tj. Дата обращения: 22 апреля 2020. Архивировано 1 мая 2020 года.